# Bahnstrecke Klostermansfeld–Wippra
| Wipperliese im Bahnhof Klostermansfeld |                        |                                                                          |                                                                          |
| Streckennummer (DB): | 6850                   |                                                                          |                                                                          |
| Kursbuchstrecke (DB): | 337; 159a (1934, 1939) |                                                                          |                                                                          |
| Streckenlänge: | 19,994 km              |                                                                          |                                                                          |
| Spurweite: | 1435 mm (Normalspur)   |                                                                          |                                                                          |
| Streckenklasse: | B2                     |                                                                          |                                                                          |
| Maximale Neigung: | 16,7 ‰                 |                                                                          |                                                                          |
| Minimaler Radius: | 250 m                  |                                                                          |                                                                          |
| Streckengeschwindigkeit: | 80 km/h                |                                                                          |                                                                          |
| |                        |                                                                          |                                                                          |
| \| \| \| von Blankenheim \| \| \| \| \| \| \| \| \| 0,000 \| Klostermansfeld (ehem. Mansfeld) (Übergang zur Mansfelder Bergwerksbahn) \| Klostermansfeld (ehem. Mansfeld) (Übergang zur Mansfelder Bergwerksbahn) \| \| \| \| \| \| \| \| \| nach Hettstedt \| \| \| \| \| Infrastrukturgrenze DB InfraGO / MBB e. V. \| \| \| \| \| L 225 \| \| \| \| \| Brücke Nr. 22 der MBB, nach Hettstedt \| \| \| \| \| ehem. B 242 \| \| \| \| \| \| \| \| \| 2,365 \| Klostermansfeld Randsiedlung (ehem. Klostermansfeld) \| Klostermansfeld Randsiedlung (ehem. Klostermansfeld) \| \| \| \| \| \| \| \| \| ehem. B 242 \| \| \| \| \| Mansfelder Viadukt über die B 86 (L: 245 m) \| \| \| \| 6,080 \| Mansfeld (Südharz) (ehem. Bahnhof Leimbach-Mansfeld) \| Mansfeld (Südharz) (ehem. Bahnhof Leimbach-Mansfeld) \| \| \| \| K 2336 \| \| \| \| 7,746 \| Vatterode \| Vatterode \| \| \| 8,954 \| Vatteröder Teich \| Vatteröder Teich \| \| \| \| (Übergang zur Parkeisenbahn Vatterode) \| \| \| \| 9,789 \| Gräfenstuhl-Klippmühle \| Gräfenstuhl-Klippmühle \| \| \| \| Wipper \| \| \| \| \| Wipper \| \| \| \| \| Wipper \| \| \| \| 11,319 \| Biesenrode \| Biesenrode \| \| \| \| Wipper \| \| \| \| \| Wipper \| \| \| \| \| Rammelburger Tunnel (L: 287 m) \| \| \| \| \| K 2340 \| \| \| \| 15,938 \| Friesdorf Ost (ehem. Rammelburg) \| Friesdorf Ost (ehem. Rammelburg) \| \| \| \| Wipper \| \| \| \| \| Wipper \| \| \| \| \| K 2340 \| \| \| \| 17,735 \| Friesdorf \| Friesdorf \| \| \| \| L 230 \| \| \| \| 19,994 \| Wippra \| Wippra \| |                        |                                                                          |                                                                          |
| Strecke |                        | von Blankenheim                                                          | von Blankenheim                                                          |
| |                        |                                                                          |                                                                          |
| Bahnhof | 0,000                  | Klostermansfeld (ehem. Mansfeld) (Übergang zur Mansfelder Bergwerksbahn) | Klostermansfeld (ehem. Mansfeld) (Übergang zur Mansfelder Bergwerksbahn) |
| |                        |                                                                          |                                                                          |
| Abzweig geradeaus und nach rechts |                        | nach Hettstedt                                                           | nach Hettstedt                                                           |
| Wechsel des Eisenbahninfrastrukturunternehmens |                        | Infrastrukturgrenze DB InfraGO / MBB e. V.                               | Infrastrukturgrenze DB InfraGO / MBB e. V.                               |
| Bahnübergang |                        | L 225                                                                    | L 225                                                                    |
| Kreuzung geradeaus unten |                        | Brücke Nr. 22 der MBB, nach Hettstedt                                    | Brücke Nr. 22 der MBB, nach Hettstedt                                    |
| Bahnübergang |                        | ehem. B 242                                                              | ehem. B 242                                                              |
| |                        |                                                                          |                                                                          |
| Haltepunkt / Haltestelle | 2,365                  | Klostermansfeld Randsiedlung (ehem. Klostermansfeld)                     | Klostermansfeld Randsiedlung (ehem. Klostermansfeld)                     |
| |                        |                                                                          |                                                                          |
| Bahnübergang |                        | ehem. B 242                                                              | ehem. B 242                                                              |
| Brücke |                        | Mansfelder Viadukt über die B 86 (L: 245 m)                              | Mansfelder Viadukt über die B 86 (L: 245 m)                              |
| Haltepunkt / Haltestelle | 6,080                  | Mansfeld (Südharz) (ehem. Bahnhof Leimbach-Mansfeld)                     | Mansfeld (Südharz) (ehem. Bahnhof Leimbach-Mansfeld)                     |
| Bahnübergang |                        | K 2336                                                                   | K 2336                                                                   |
| Haltepunkt / Haltestelle | 7,746                  | Vatterode                                                                | Vatterode                                                                |
| Haltepunkt / Haltestelle | 8,954                  | Vatteröder Teich                                                         | Vatteröder Teich                                                         |
| Strecke |                        | (Übergang zur Parkeisenbahn Vatterode)                                   | (Übergang zur Parkeisenbahn Vatterode)                                   |
| Haltepunkt / Haltestelle | 9,789                  | Gräfenstuhl-Klippmühle                                                   | Gräfenstuhl-Klippmühle                                                   |
| Brücke über Wasserlauf |                        | Wipper                                                                   | Wipper                                                                   |
| Brücke über Wasserlauf |                        | Wipper                                                                   | Wipper                                                                   |
| Brücke über Wasserlauf |                        | Wipper                                                                   | Wipper                                                                   |
| Haltepunkt / Haltestelle | 11,319                 | Biesenrode                                                               | Biesenrode                                                               |
| Brücke über Wasserlauf |                        | Wipper                                                                   | Wipper                                                                   |
| Brücke über Wasserlauf |                        | Wipper                                                                   | Wipper                                                                   |
| Tunnel |                        | Rammelburger Tunnel (L: 287 m)                                           | Rammelburger Tunnel (L: 287 m)                                           |
| Bahnübergang |                        | K 2340                                                                   | K 2340                                                                   |
| Haltepunkt / Haltestelle | 15,938                 | Friesdorf Ost (ehem. Rammelburg)                                         | Friesdorf Ost (ehem. Rammelburg)                                         |
| Brücke über Wasserlauf |                        | Wipper                                                                   | Wipper                                                                   |
| Brücke über Wasserlauf |                        | Wipper                                                                   | Wipper                                                                   |
| Bahnübergang |                        | K 2340                                                                   | K 2340                                                                   |
| Haltepunkt / Haltestelle | 17,735                 | Friesdorf                                                                | Friesdorf                                                                |
| Bahnübergang |                        | L 230                                                                    | L 230                                                                    |
| Haltepunkt / Haltestelle Streckenende | 19,994                 | Wippra                                                                   | Wippra                                                                   |

Die Bahnstrecke Klostermansfeld–Wippra ist eine Nebenbahn im Mansfelder Land in Sachsen-Anhalt. Die auch als Wipperliese oder Wipperliesel bekannte Strecke verläuft im Wippertal von Klostermansfeld über Mansfeld, Vatterode und Friesdorf nach Wippra. Der Personenverkehr auf der Strecke wird seit 2015 im Tourismusverkehr durchgeführt.

## Geschichte

### Bis 1990
Nach Eröffnung der Bahnstrecke Berlin–Blankenheim durch die Preußische Staatsbahn im Jahr 1879 wurde auch im Wippertal eine Bahnverbindung gewünscht. Da das Ansinnen aber als nicht rentabel eingeschätzt wurde, folgte die Ablehnung. Nach der Jahrhundertwende entstand das Projekt einer Bahnstrecke Eisleben–Wippra–Stolberg, da auch die Kleinstadt Stolberg im Thyratal einen Eisenbahnanschluss anstrebte. Nachdem sich bis 1905 Klostermansfeld als gemeinsamen Anschlussbahnhof für die Strecke herauskristallisierte, ließ die Preußische Staatsbahn erste Vorarbeiten durchführen. Diese beschränkten sich nur auf den Abschnitt Klostermansfeld–Wippra, die Verlängerung bis Stolberg sollte erst später vermessen werden. Da Klostermansfeld wesentlich höher als das Wippertal liegt, entstanden zwei Varianten. Erstere sollte den Abstieg ins Tal mit einer kurzen Zahnradbahn überwinden; die zweite Alternative sah den Bau einer Talbrücke vor. Obwohl die Baukosten der Brückenvariante höher lagen als die des Zahnradplanes, fiel zur Senkung der Betriebskosten die Entscheidung für die Brücke. Die hierfür benötigten zwei Millionen Mark wurden 1907 genehmigt, die Realisierung dennoch nicht sofort aufgenommen. Ursachen waren unter anderem Probleme beim Grundstückskauf. Die eigentlichen Bauarbeiten, welche sich nun in Zusammenhang mit dem Beginn des Ersten Weltkrieges erheblich verzögerten, begannen 1913. Erst 1919 wurde wieder in größerem Umfang gearbeitet, sodass die Strecke im Herbst 1920 fertiggestellt wurde.

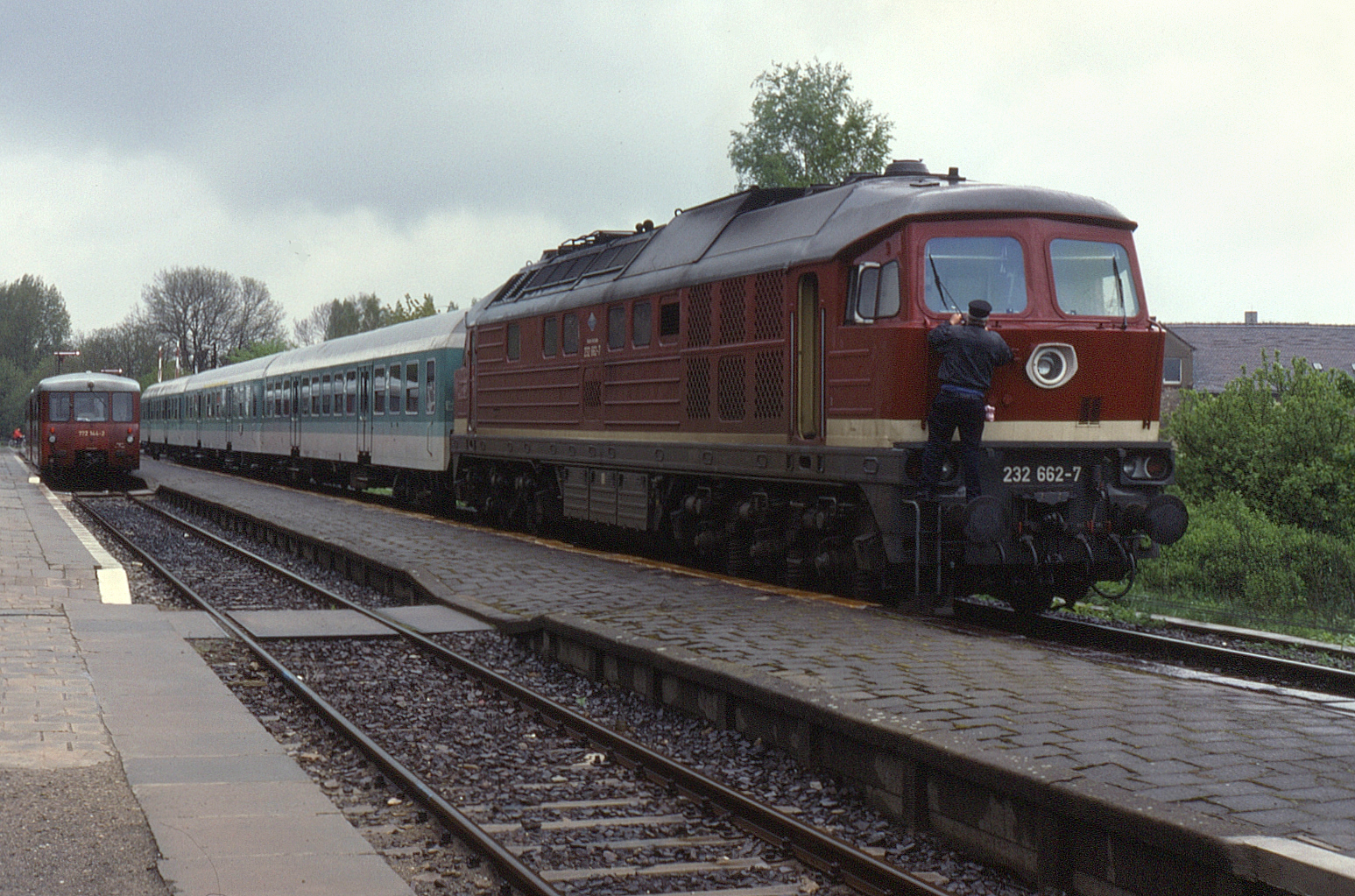
DB-Baureihe 772 und DB-Baureihe 232 im Mai 1994 in Klostermansfeld

Die Nebenbahn sollte am 1. November 1920 durch die Deutsche Reichsbahn-Gesellschaft eröffnet werden. Die Inbetriebnahme musste aber auf den 20. Dezember 1920 verschoben werden, da vorher noch ein nah der Strecke stehendes Haus mit Strohdach wegen der Feuergefahr erst mit Dachziegeln gedeckt werden musste. Die Verlängerung bis Stolberg kam nicht mehr zustande, da bereits an der Verlängerung der Bahnstrecke Berga-Kelbra–Rottleberode bis Stolberg gearbeitet wurde. Die Strecke diente bereits in ihrer Entstehungszeit vornehmlich dem Tourismusverkehr in den Harz, aber auch der Schüler- und Berufsverkehr waren wichtige Einnahmequellen. So waren die Fahrpläne auf die Schichten der Bergleute und der Hüttenarbeiter in Hettstedt ausgerichtet. Des Weiteren liegen die Orte an der Wipperliese meist fernab der Hauptstraßen, sodass im Tal der Wipper ein leistungsfähiger infrastruktureller Anschluss nur mit der Eisenbahn und zu keiner Zeit mit dem Autobus oder dem Individualverkehr möglich war. Neben diesen geographischen Gegebenheiten hat die Wipperliese, auch als Wippertalbahn bezeichnet, ihren bis heute andauernden Bestand unter anderem der DDR-Verkehrspolitik zu verdanken, in der öffentlicher Personenverkehr Vorrang vor Individualverkehr hatte. Lange Zeit fuhren überwiegend Güterzüge mit Personenbeförderung; seit den 1960er Jahren wurde der Personenverkehr jedoch praktisch ausschließlich mit Triebwagen abgewickelt.
Der Bahnhofsname wurde laut Kursbuch 1943 von Mansfeld in Klostermansfeld geändert. Der Bahnhof liegt ferner nicht auf der Gemarkung von Mansfeld bzw. Klostermansfeld, sondern auf der von Benndorf.

### Seit 1990

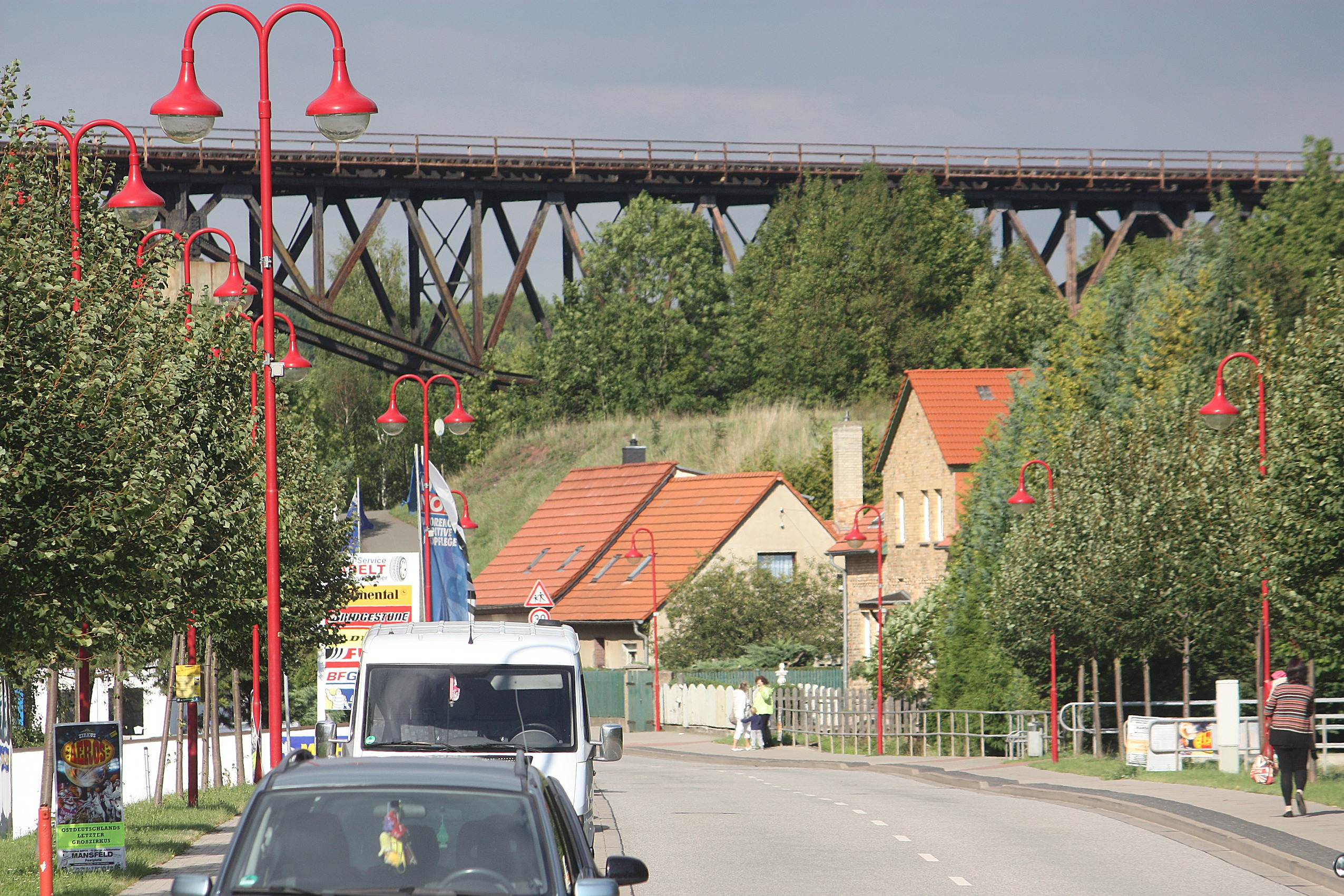
Wipperbrücke in Mansfeld

Wie auf vielen Nebenstrecken in Ostdeutschland sanken auch bei der Wipperliese nach der Wende 1989 die Fahrgastzahlen (auf rund 50 Fahrgäste am Tag). Mit dem Mauerfall ging die bis dahin hohe Anziehungskraft des Ostharzes für Urlauber verloren; die Infrastruktur verfiel. Mitte der 1990er Jahre nahm man die Strecke in das Flächenbahnkonzept des Landes Sachsen-Anhalt auf; zur Attraktivitätssteigerung der Strecke gründete man zunächst die Kreisbahn Mansfelder Land GmbH (KML). Diese Gesellschaft übernahm schon 1996 den Güterverkehr und am 28. September 1997 den Personenverkehr im Auftrag der Deutschen Bahn AG. Modernisierte Esslinger Triebwagen der zweiten Serie wurden eingesetzt. Der kurz zuvor eingeführte Zweistundentakt auf der Strecke wurde beibehalten. Mit diesen Maßnahmen gelang es der KML bereits im ersten Geschäftsjahr, die Fahrgastzahlen auf das Achtfache zu steigern. Um den weiteren Erhalt der Verbindung zu sichern, wurde der Oberbau der Strecke im Zeitraum von 1998 bis 1999 vollständig saniert, damit konnte die Streckenhöchstgeschwindigkeit auch auf 60 km/h erhöht werden, die Fahrzeit auf der Gesamtstrecke sank von 46 Minuten auf 26 Minuten. Es folgte der Bau neuer und die Modernisierung alter Haltepunkte. Im Sommerhalbjahr wurden von 1999 bis 2012 sonntags einige Zugpaare um 2,3 Kilometer bis Helbra an der Bahnstrecke Berlin–Blankenheim verlängert.
Am 31. Dezember 2001 wurde der Güterverkehr auf der Strecke eingestellt.
Seit 2012 ist zur Einfahrt in den Bahnhof Klostermansfeld eine Ausrüstung der Triebfahrzeuge mit PZB vorgeschrieben. Während der notwendigen Nachrüstung der Esslinger Triebwagen verkehrten zeitweise Triebwagen der Baureihe 641 von DB Regio.
Ab September 2013 bis Ende Oktober erhielt die Wipperliese den digitalen Zugfunk GSM-R. Zu diesem Zweck wurden an den Haltepunkten Mansfeld (Südharz), Biesenrode, Friesdorf Ost und am Bahnübergang in Wippra jeweils 14 Meter hohe Stahlmaste für die Funktechnik errichtet. Auch alle Führerstände mussten mit der neuen Technik nachgerüstet werden. Zuvor erfolgte die Verbindung zwischen Triebwagenführer und Fahrdienstleiter im Bahnhof Klostermansfeld über Mobiltelefon.

### Einstellungsdiskussion

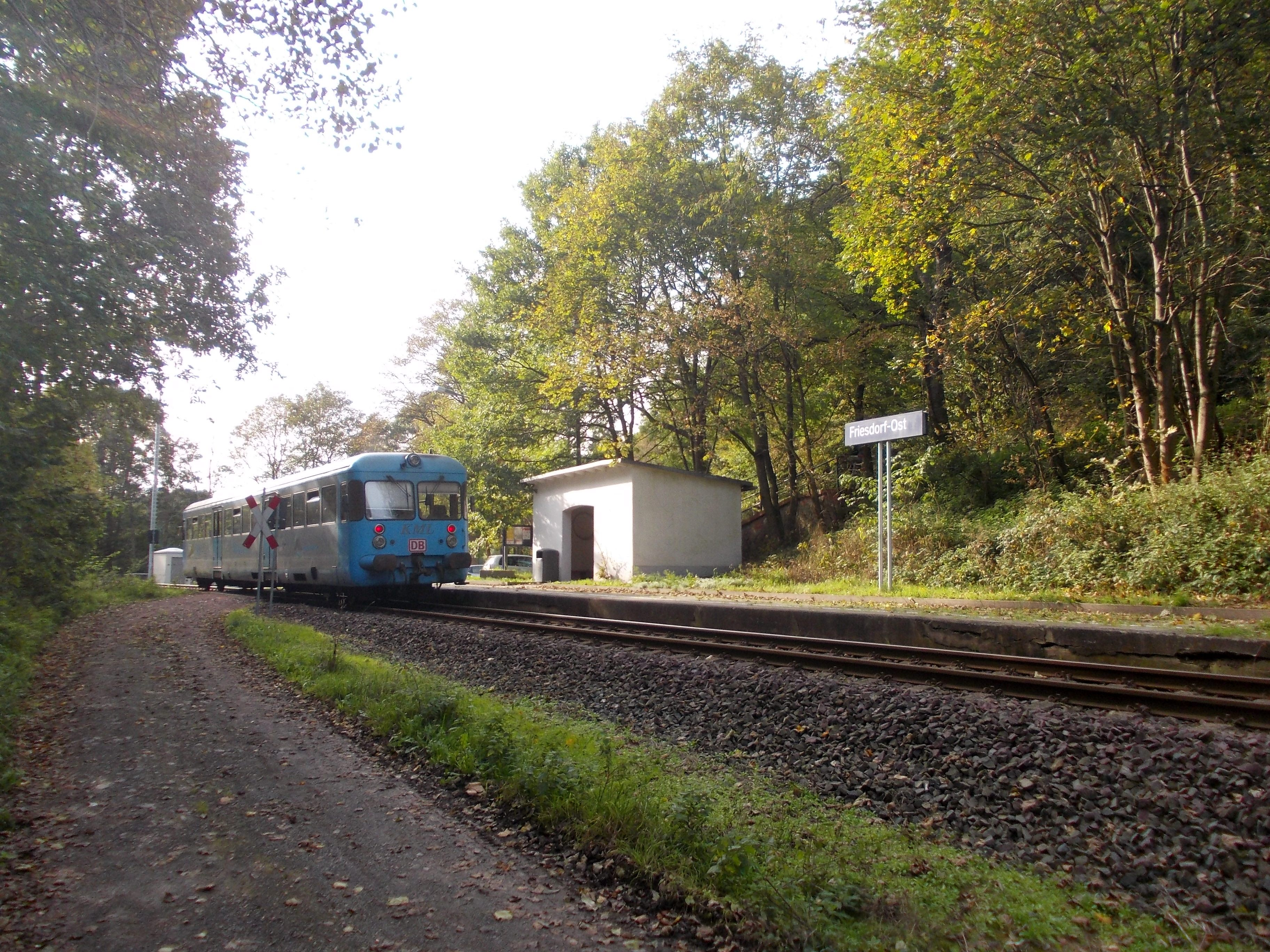
Wipperliese auf der Strecke

Die Fahrgastnachfrage hat sich zwischen 2000 und 2013 um mehr als die Hälfte reduziert. Im Jahr 2013 haben insgesamt 42.000 Fahrgäste die Nahverkehrsverbindung genutzt. Dies entspricht einer durchschnittlichen Besetzung von 115 Fahrgästen pro Tag. Aufgrund der geringen Nachfrage und wegen der notwendigen Sanierung dreier Brücken zwischen Vatterode und Biesenrode wurde der Schienenpersonennahverkehr auf dieser Strecke vom Aufgabenträger Nahverkehrsservice Sachsen-Anhalt zum 13. April 2015 abbestellt. Dies hat DB Netz am 18. Dezember 2014 als Anlass genommen, um die Strecke zur Abgabe an Dritte auszuschreiben, nachdem zuvor vorgesehen war, die baufälligen Brücken während einer siebenmonatigen Streckensperre zu sanieren.
Am 13. April 2015 wurde bekanntgegeben, dass der Fahrbetrieb im Gelegenheitsverkehr an den Wochenenden und Feiertagen – zunächst bis zum 31. Mai 2015 – wieder aufgenommen wird. Am 1. Juli 2016 übernahm der Verein Mansfelder Bergwerksbahn die Strecke von der DB Netz. Nachdem das Land Sachsen-Anhalt sich zwischenzeitlich dazu entschlossen hatte, für den weiteren Betrieb eine Summe von 400.000 Euro bereitzustellen, war der weitere Touristikbetrieb gesichert. Der Verkehr wurde direkt an die Kreisbahn Mansfelder Land GmbH vergeben. Die Fahrgastzahlen liegen zwar wegen des geringeren Fahrtenangebots unter denen des Regelbetriebs, steigen jedoch wieder an. Es wird eine Verlängerung der Züge zum Schmid-Schacht in Helbra angestrebt. Nach Ausschreibung im Jahr 2017 im Verhandlungsverfahren erhielt die Kreisbahn Mansfelder Land den Zuschlag für den weiteren Betrieb bis 2022. Im Juli 2021 wurde eine Vertragsverlängerung bis Ende 2028 bekanntgegeben. Aufgrund von Problemen mit der Zahlungsmoral der Kreisbahn Mansfelder Land in Verbindung mit der Anschlussbahn Hettstedt wurde der Betrieb der Wipperliese neu an die Cargo Logistik Rail Service aus Barleben vergeben, die ab 2023 bis 2028 dort den Betrieb abwickeln wird. Aufgabenträger des touristischen Verkehrs ist der Landkreis Mansfeld-Südharz. Eingesetzt werden durch den Cargo Logistic Rail Service zwei gebraucht erworbene 628.2 und als Reservefahrzeug ein historischer Esslinger Triebwagen.

## Streckenbeschreibung
Die Strecke hat ihren Ausgangspunkt im Bahnhof Klostermansfeld, wo Anschluss an die Regionalexpresszüge der Linie RE 10 (Erfurt–Magdeburg) sowie der Übergang zur Mansfelder Bergwerksbahn besteht. Von dort verläuft die Bahnverbindung zunächst parallel zur Hauptstrecke in Richtung Hettstedt, unterquert die Mansfelder Bergwerksbahn und windet sich dann in ihrer gesamten Länge westwärts das Tal der Wipper hinauf. Bedeutende Kunstbauten sind der Mansfelder Viadukt (auch als Hasselbachviadukt bezeichnet) und der Rammelburger Tunnel.
Auf der ganzen Strecke existieren keine Weichen und Nebengleise mehr.